# One for the Kids
One for the Kids är Yellowcards tredje album. Det släpptes 2001 av Lobster Records.

## Låtlista
1. "Starstruck" - 2:47
2. "Drifting" - 3:29
3. "Something of Value" - 3:30
4. "Trembling" - 2:26
5. "Sureshot" - 3:19
6. "Big Apple Heartbreak" - 3:43
7. "Cigarette" - 3:53
8. "October Nights" - 3:29
9. "Rock Star Land" - 3:39
10. "For Pete's Sake" - 3:51
11. "A.W.O.L." - 3:01
12. "Rough Draft" - 5:17